# Torre Ostánkino
La torre Ostánkino (del ruso: Оста́нкинская ба́шня), es una torre de telecomunicaciones  ubicada en Moscú, Rusia. Tiene 537 metros de altura y es la torre más alta de Europa, la cuarta torre más alta del mundo, solo superada por la Tokyo Sky Tree, la Torre de Televisión de Cantón y la CN Tower, y el octavo edificio más alto del mundo (el más alto es el rascacielos Burj Khalifa). Fue durante ocho años el edificio más alto del mundo y la primera  estructura de pie libre en superar los 500 metros de altura. Está incluida en la lista de la Federación Mundial de Grandes Torres. Debe su nombre al distrito Ostánkino de Moscú, donde está ubicada, situado al norte de la ciudad. Se inauguró el 5 de noviembre de 1967, en la víspera del 50 aniversario de la Revolución de Octubre.
El proyecto fue del ingeniero soviético Nikolái Nikitin, responsable también de la estructura de la estatua ¡La Madre Patria llama! de 85 metros de altura, y se construyó entre los años 1960 y 1967. El peso total de la estructura es de 55.000 toneladas, con una altura de 537 metros y 3,5 metros bajo el suelo. Su construcción costó  65 millones de dólares. Tiene un área pública a 337 metros de altura con un puente de observación al aire libre con un suelo de cristal y un restaurante circular giratorio. Al área pública se accede mediante cinco ascensores rápidos que hacen el recorrido en 58 segundos. También hay un acceso por escaleras que tiene un total de 1700 escalones.
La torre Ostánkino pertenece a la Red de Difusión de Televisión y Radio de Rusia (Российская телевизионная и радиовещательная сеть).

## Historia

### Diseño y construcción
El 1 de octubre de 1931 nace la televisión en Rusia, entonces República Socialista Federativa Soviética de Rusia. A finales del año 1936, el gobierno de la URSS acuerda construir una torre de telecomunicaciones, para dar servicio a la televisión, en Moscú.
Tras finalizar la Gran Guerra Patria, se retoma el proyecto de una torre de telecomunicaciones. Entre los años 1956 y 1959, se realiza una serie de estudios y resoluciones por parte del Consejo de Ministros y el Comité Ejecutivo del Consejo de la Ciudad de Moscú que definen la creación de una torre de telecomunicaciones en la zona de la calle Shábolovka donde se ubica la Torre de Shújov. Se preveía una torre de  metal y hormigón armado. El 30 de enero de 1956, el ayuntamiento de Moscú reserva un área cerca de Cheryómushki, en la parte suroeste de Moscú.
En marzo de 1959, la ubicación se traslada a Ostánkino, cerca del Parque Dzerzhinski. En julio de 1960, se comienza a preparar el solar asignado a la construcción, colocándose los primeros bloques de hormigón el 27 de septiembre de 1960. El 22 de marzo de 1963, se presenta el proyecto de la torre cuyo responsable era Nikolái Nikitin junto a los ingenieros Moiséi Shkud, Borís Zlobin y Lev Schipakin y el arquitecto Dmitri Burdin.
El proyecto inicial de Nikolái Nikitin, contemplaba una torre de 520 metros de altura que luego se ampliaron 20 metros más debido a la infraestructura técnica de antenas. Los trabajos de construcción se  iniciaron en 1963 y se dilataron cuatro años, coincidiendo con el 50 aniversario de la Revolución de Octubre. En la obra participaron cerca de  40 instituciones científicas y de ingeniería y docenas de organizaciones de construcción.
El diseño de la torre está basado en los pétalos de flor con un grueso tallo pero en forma invertida. Inicialmente se habían previsto cuatro apoyos pero se aumentaron  10 tras el consejo del ingeniero alemán Fritz Leonhardt que tenía amplia experiencia en la construcción de torres de hormigón y fue el autor de la torre de TV de Stuttgart, la primera realizada en hormigón en el mundo. 
La estructura de 55.000 toneladas de peso está realizada en hormigón pretensado con cables de acero, que hacen posible el diseño de una torres simples y robustas. Se ideó una estructura de pie libre, casi sin cimientos (solo tiene una profundidad de tres metros y medio) que se mantiene erguida debido al exceso de peso de la base en forma de cono múltiple del peso de la estructura del mástil.
Tras la finalización de la obra civil, se instalaron en la torre equipamientos técnicos de TV y radio, comunicaciones, elementos del servicio de seguridad y un complejo meteorológico.
Se inauguró el 5 de noviembre de 1967, en la víspera del 50.º aniversario de la Revolución de Octubre y comenzó dando servicio a la retransmisión de cuatro emisoras de TV y tres de radio a  una distancia de 120 km.
En referencia al éxito de la  construcción de la torre, el Consejo de Ministros de la Unión Soviética aprobó un decreto por el que concedió el título honorífico de "50 Aniversario de Octubre" a todos los que colaboraron en su construcción.

### Incendio

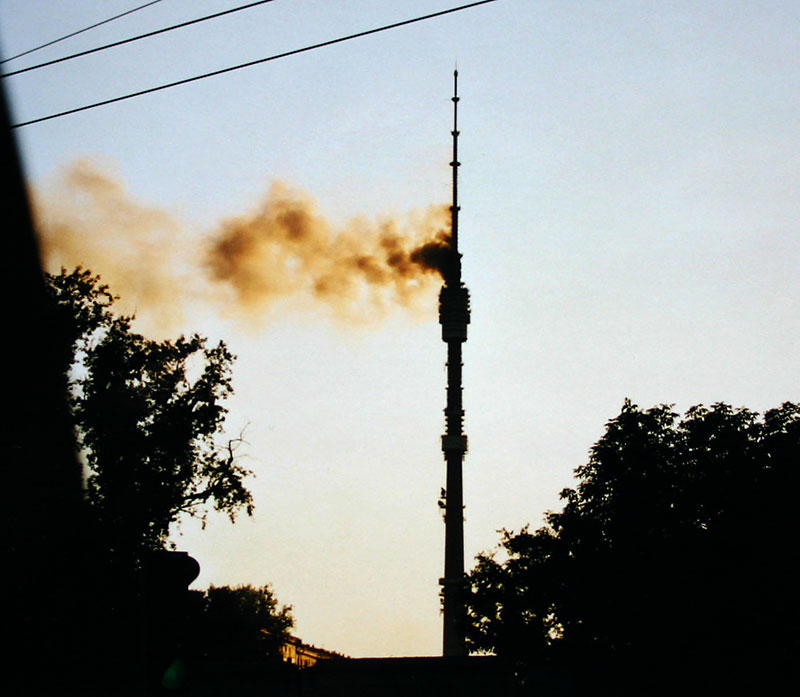
Incendio el 27 de agosto de 2000.

El 27 de agosto de 2000, en la torre ocurrió un gran incendio. Se inició a la altura de 460 metros y tres pisos ardieron completamente. Durante la extinción murieron tres personas.
Decenas de cables que sostienen el edificio se rompieron por el calor, pero a pesar de todo la torre resistió. Tras los trabajos de reconstrucción se abrió de nuevo el 14 de febrero de 2008.

## Servicios
La torre Ostánkino mantiene una serie de servicios activos. El servicio principal es el de servir de torre de telecomunicaciones, actividad por la que fue construida, pero también tiene un servicio lúdico y turístico.

### Puente de observación y restaurante
El restaurante "El séptimo cielo" se encuentra a la altura de 328-334 metros y ocupa 3 pisos. Tiene forma circular y gira sobre su eje con la velocidad de entre una y tres vueltas por hora.
En toda su historia, el restaurante y la plataforma de observación recibieron más de 10 millones de visitantes.
La plataforma de observación está reparada, y desde el 7 de abril de 2009 se realizan excursiones a la misma para grupos organizados. En cambio el restaurante permanece cerrado.

### Ubicación de la bandera
Hasta el año 1991 sobre la torre Ostánkino estaba situada la bandera de la Unión Soviética. El 12 de junio de 2009, coincidiendo con la celebración del Día de Rusia, fue izada la bandera de Rusia especialmente preparada, de 2,5 metros de ancho y 5 metros de largo.

### Telecomunicaciones
La torre da servicio de radiodifusión y telefonía a un área en la que viven 15 millones de personas (en el momento de su inauguración la población servida era de 10 millones de personas).

#### Estaciones de Televisión
| Emisora                | Canal | Frecuencia | ERP   |
| ---------------------- | ----- | ---------- | ----- |
| Channel One            | 1     |            | 40 kW |
| TV Tsentr              | 3     |            | 40 kW |
| Rusia 2                | 6     |            | 1 kW  |
| NTV                    | 8     |            | 40 kW |
| Rusia 1                | 11    |            | 60 kW |
| Perets                 | 23    |            | 10 kW |
| 360* Podmoskove        | 25    |            | 10 kW |
| STS-Moscow             | 27    |            | 5     |
| Disney Channel (Rusia) | 29    |            | 10 kW |
| Domashny               | 31    |            | 20 kW |
| Rusia K                | 33    |            | 20 kW |
| TNT                    | 35    |            | 5 kW  |
| Channel Five           | 44    |            | 5 kW  |
| TV-3                   | 46    |            | 10 kW |
| REN TV                 | 49    |            | 20 kW |
| U                      | 51    |            | 20 kW |
| Zvezdá                 | 57    |            | 5 kW  |
| 2×2                    | 60    |            | 5 kW  |

#### Estación de televisión  (DVB-T2)
| Emisora | Canal | Frecuencia | ERP   |
| --- | ----- | ---------- | ----- |
| Second multiplex: (REN-TV, Spas, STS, Domashniy, TV-3, Sport Plus, Zvezdá, Mir, TNT, Muz-TV | 24    |            | 10 kW |
| First multiplex: (Channel One, Rusia 1, Rusia 2, Rusia K, Rusia 24, Karusel, NTV, Channel 5, OTR, TV Center) | 30    |            | 10 kW |
| ООО «Цифровое ТРВ» (encoded): (DVisionLive, DVisionNews, DVisionSpice, TV1000) | 32    |            | 1 kW  |
| Third multiplex (espacial para Moscú y la región de Moscú): Lifenews (24 hours), Sport 1 (24 hours), Nash Futbol (encoded), Doverie (0:00-12:00)/Euronews (12:00-0:00), Sport (00:00—06:00)/Boytsovskiy Klub (06:00—12:00)/Moya Planeta (12:00—18:00)/Nauka 2.0 (18:00—00:00), Russkiy Roman (00:00—05:00)/Russkiy Bestseller (05:00—10:00)/Russkiy Detective (10:00—15:00)/Istoriya (15:00—20:00)/Mult (20:00—00:00), Sarafan (00:00—12:00)/Strana (12:00—00:00), Zhivaya Planeta (00:00—06:00)/IQ HD (06:00—09:00)/24 Doc (09:00—12:00)/Techno 24 (12:00—15:00)/Mama (15:00—18:00)/NST (18:00—21:00)/Park Razvlecheniy (21:00—00:00), Dom Kino (01:30—02:30)/Vremya (02:30—04:30)/Telecafe (04:30—06:30)/Muzyka Pervogo (06:30—01:30), 365 dney TV (00:00—02:00)/TNT-Comedy (02:00—04:00)/ Mnogo TV (04:00—06:00)/HD Life (06:00—08:00)/STV (08:00—10:00)/India TV (10:00—12:00)/Boets (12:00—14:00)/Comedia TV (14:00—16:00)/La Minor(16:00—18:00)/Interesnoe TV (18:00—20:00)/Kukhnya TV (20:00—22:00)/Auto Plus (22:00—00:00) | 34    |            | 10 kW |

#### Emisoras de FM
| Emisora                                        | Frecuencia | ERP     |
| ---------------------------------------------- | ---------- | ------- |
| "Radio Rusia", "Radio Podmoskovie" (5:00–1:00) | 66.44 MHz  | 15.0 kW |
| "Radio Mayak"                                  | 67.22 MHz  | 15.0 kW |
| "Radio Yúnost"                                 | 68.84 MHz  | 15.0 kW |
| "Rusian Radio"                                 | 71.30 MHz  | 10.0 kW |
| "Orpheus"                                      | 72.14 MHz  | 15.0 kW |
| "Radio Retro"                                  | 72.92 MHz  | 15.0 kW |
| "Echo of Moscow"                               | 73.82 MHz  | 10.0 kW |
| "Business FM"                                  | 87.50 MHz  | 5.0 kW  |
| "Radio Retro"                                  | 88.30 MHz  | 1.0 kW  |
| "Echo of Moscow"                               | 91.20 MHz  | 5.0 kW  |
| "Culture"                                      | 91.60 MHz  | 5.0 kW  |
| "Kommersant FM"                                | 93.60 MHz  | 5.0 kW  |
| "My family"                                    | 94.80 MHz  | 5.0 kW  |
| "Rock FM"                                      | 95.20 MHz  | 5.0 kW  |
| "Vesti FM"                                     | 97.60 MHz  | 5.0 kW  |
| "Kino FM"                                      | 98.00 MHz  | 10.0 kW |
| "Free radio"                                   | 98.40 MHz  | 5.0 kW  |
| "Orpheus"                                      | 99.20 MHz  | 5.0 kW  |
| "Finam FM"                                     | 99.60 MHz  | 5.0 kW  |
| "Classic Radio"                                | 100.90 MHz | 5.0 kW  |
| "Dance FM"                                     | 101.2 MHz  | 10.0 kW |
| "Monte Carlo"                                  | 102.10 MHz | 5.0 kW  |
| "Radio Maximum"                                | 103.7 MHz  | 10.0 kW |
| "Rusian Radio"                                 | 105.70 MHz | 10.0 kW |
| "Europa Plus"                                  | 106.2 MHz  | 10.0 kW |

### Emisoras de Onda Media
| Emisora                                              | Frecuencia |
| ---------------------------------------------------- | ---------- |
| "Radio Rossii" (24 horas), "Radio Mayak", "Vesti FM" | 543 kHz    |
| "Voice of Rusia"                                     | 575 kHz    |

## Curiosidades
Debido al gran tamaño de la estructura, el efecto del viento y el sol incidiendo sobre ella la desplazan y cambian su tamaño. El viento es capaz de descentrar el extremo superior de la torre hasta 10 metros, y la dilatación provocada por la incidencia del sol puede hacer que la altura de la torre crezca en 2,2 metros.